# Guy Ecker
Guy Frederick Ecker (n. 9 februarie 1959, São Paulo, São Paulo, Brazilia) este un actor american născut in Brazilia bine cunoscut pentru rolurile sale în telenovele. Ecker a devenit cunoscut în America latină pentru interpretarea lui Sebastian Vallejo în telenovela Columbiană Cafea cu parfum de femeie. O altă producție Columbiană in care a jucat, Guajira , de asemenea, s-a dovedit de mare succes. În 1998, s-a mutat în Mexic și a câștigat primul său rol principal într-un Mexican de telenovele, alături de Kate del Castillo în telenovela La Mentira, care, de asemenea, a devenit un mare succes. Au urmat roluri principale și în Salomé și Heridas de Amor. Telespectatorii americani l-aucunoscut prin activitatea sa, în show-ul de televiziune Las Vegas ca Detectiv Luis Perez (care este ucis în Războiul din Irak).

## Biografie
Născut în São Paulo, Brazilia, Ecker este al treilea din cei cinci copii (3 fete, 2 băieți), a părinților Americani, Marion și Bob Ecker. Tatăl său a fost un om de afaceri, originar din Wisconsin, care a lucrat pentru mai multe companii multinaționale și, în timpul copilăriei sale, Ecker a trăit în Brazilia, Columbia, Venezuela și Mexic.
De mic copil, Ecker a participat la diverse piese de teatru și concursuri de talente. El s-a mutat în Statele Unite pentru a învăța la Universitatea din Texas din Austin. El a obținut o diplomă în Afaceri Internaționale. La câțiva ani după absolvire, el a realizat că adevărata lui pasiune este actoria. Unul dintre primele sale roluri includea jonglarea ouălor într-o reclama McDonald's.
Pe 24 iunie 2013, a fost confirmat faptul că Guy Ecker (împreună cu Susana González) vor protagoniza telenovela Mexicană Por siempre mi amor.

## Viața personală
El a fost casatorit cu actrita Nia Peeples din 1984 până în 1986. Apoi s-a căsătorit cu actrița Mexicano-Americană  Estela Sainz în anul 2000, iar cei doi au trei copii: Liam (născut în 2001), Sofia (născută în 2003), și Kaelan (născut în 2006). El are un fiu, Jon-Michael Ecker, dintr-o relație anterioară.
El vorbește fluent limba engleză, portugheză și spaniolă.

## Filmografia
- 1986: Sânge Bani aka Dinero Sangre DVD [2002] Statele Unite ale americii [Amazon.com]

### Telenovele
- 2013: Por Siempre Mi Amor (Televisa, Mexic)
- 2012: Rosario (Venevision & Univision, Statele Unite Ale Americii)
- 2011: Patimile Inimii (Venevision, Statele Unite Ale Americii)
- 2010: Eva Luna (Venevision & Univision, Statele Unite Ale Americii)
- 2006: Suflete rănite (Televisa, Mexic)
- 2001: Salomé (Televisa, Mexic)
- 1998: Minciuna (Televisa, Mexic)
- 1996: Guajira (RCN Tv, Columbia)
- 1994: Cafea cu parfum de femeie (RCN Tv, Columbia)

### Seriale de televiziune
- 2003: Las Vegas .... Detectiv Luis Perez (12 episoade, 2003-2005)

### Webnovelas
- 2009: Vidas Cruzadas .... Daniel

## References
1. 1 2  „copie arhivă”. Arhivat din original la 21 februarie 2017. Accesat în 26 mai 2016.
2. ↑  Susana González confirmada como protagonista de 'Mi Segunda Madre' con Guy Ecker
3. ↑  http://www.peopleenespanol.com/pespanol/articles/0,22490,1541580,00.html